# Bystrá dolina (Západní Tatry)
Bystrá dolina leží na jižní straně Západních Tater. Údolím protéká potok Bystrá. Ohraničuje ji jihozápadní rozsocha Bystré ze západní strany a hřeben Kobyla z východní strany. Údolí začíná nedaleko chatkové osady Hrdovo a končí v ledovcovém kotli Bystrých ples pod srázy Bystré. Údolí je dlouhé asi 5 km.

## Vegetace v údolí
Dolní část údolí v nadmořské výšce 970 až 1380 m je porostlá převážně smrkovým lesem. Výše v nadmořské výšce 1380 až 1690 m se nachází kosodřevinový porost. Na několika místech kolem výšky 1200 m a v alpinském stupni nad 1690 m se nacházejí louky.

## Dělení doliny
Dolina se dělí na více částí. Nejspodnější, pod vrchem Suchý Hrádok, v nadmořské výšce 970 až 1100 m se nachází lokalita Žihľavník pod svahy Ježové. Nad ní se rozprostírá oblast Jama (1100 až 1320 m) a výše rozsáhlá lučně-lesní lokalita Trsteník (1230–1380 m). Horní partie doliny nemají své specifické názvy.

## Vodstvo
Dolinou protékající potok Bystrá se vlévá do Belé. Po celé délce doliny sbírá několik postranních přítoků ze svahů Kotlové a Ježové. Vytéká z Dolného Bystrého plesa v kotli pod Bystrou. O něco výše se nacházejí další tři plesa Veľké, Dlhé a Malé Bystré pleso. Dále od potoka a ostatních ples se nachází v bočním kotli nad Bystrou dolinou v nadmořské výšce 1840 m ještě jedno pleso Anitino očko.

## Přístup
- Po  značce z osady Hrdovo, trvání 0:40 hodiny
- Po  značce z Podbanského, trvání 1:20 hodiny
- Po  značce z Úzké doliny, trvání 1:30 hodiny